# Élections législatives de 1988 dans la Vienne
Les élections législatives françaises de 1988 se déroulent les 5 et 12 juin 1988. Dans le département de la Vienne, quatre députés sont à élire dans le cadre de quatre circonscriptions.

## Élus
| Circonscription | Député sortant        | Parti                 | Parti                 | Député élu        | Parti | Parti |
| --------------- | --------------------- | --------------------- | --------------------- | ----------------- | ----- | ----- |
| 1re             | Scrutin proportionnel | Scrutin proportionnel | Scrutin proportionnel | Jacques Santrot   |       | PS    |
| 2e              | Scrutin proportionnel | Scrutin proportionnel | Scrutin proportionnel | Jean-Yves Chamard |       | RPR   |
| 3e              | Scrutin proportionnel | Scrutin proportionnel | Scrutin proportionnel | Arnaud Lepercq    |       | RPR   |
| 4e              | Scrutin proportionnel | Scrutin proportionnel | Scrutin proportionnel | Édith Cresson     |       | PS    |

## Positionnement des partis
L'UDF et le RPR se présentent unis sous l'étiquette « Union du Rassemblement et du Centre » tandis que les candidats du Parti socialiste se rangent sous la bannière de la « Majorité présidentielle pour la France unie », slogan de la campagne présidentielle de François Mitterrand.

## Résultats

### Résultats à l’échelle du département
| Parti                 | Parti                               | Premier tour | Premier tour | Second tour | Second tour | Sièges |
| Parti                 | Parti                               | Voix         | %            | Voix        | %           | Sièges |
| --------------------- | ----------------------------------- | ------------ | ------------ | ----------- | ----------- | ------ |
|                       | Parti socialiste                    | 77 315       | 43,43        | 74 198      | 50,26       | 2      |
|                       | Divers gauche (Maj. prés.)          | 829          | 0,47         |             |             | 0      |
|                       | La France unie                      | 78 144       | 43,90        | 74 198      | 50,26       | 2      |
|                       |                                     |              |              |             |             |        |
|                       | Rassemblement pour la République    | 54 345       | 30,53        | 48 865      | 33,10       | 2      |
|                       | Union pour la démocratie française  | 18 885       | 10,61        | 24 558      | 16,64       | 0      |
|                       | Divers droite                       | 865          | 0,49         |             |             | 0      |
|                       | Union du Rassemblement et du Centre | 74 095       | 41,62        | 73 423      | 49,74       | 2      |
|                       |                                     |              |              |             |             |        |
|                       | Parti communiste français           | 14 239       | 8,00         |             |             | 0      |
|                       | Front national                      | 9 819        | 5,52         | 0           |             |        |
|                       | Extrême gauche                      | 1 717        | 0,96         | 0           |             |        |
|                       |                                     |              |              |             |             |        |
| Inscrits              | Inscrits                            | 270 927      | 100,00       | 205 542     | 100,00      | 4      |
| Abstentions           | Abstentions                         | 88 909       | 32,82        | 54 606      | 26,57       |        |
| Votants               | Votants                             | 182 018      | 67,18        | 150 936     | 73,43       |        |
| Blancs et nuls        | Blancs et nuls                      | 4 004        | 2,2          | 3 315       | 2,2         |        |
| Exprimés              | Exprimés                            | 178 014      | 97,8         | 147 621     | 97,8        |        |
| Source : Data.gouv.fr |                                     |              |              |             |             |        |

### Résultats par circonscription

#### Première circonscription (Poitiers-Nord)
|                | Jacques Santrot sortant réélu | PS             | 22 123 | 51,95  |  |  |  |
|                | Bernard Champalou             | RPR (URC)      | 14 661 | 34,43  |  |  |  |
|                | Bertrand Royer                | PCF            | 2 544  | 5,97   |  |  |  |
|                | Georges La Planeta            | FN             | 2 370  | 5,57   |  |  |  |
|                | Jacques Frimont               | Extrême gauche | 884    | 2,08   |  |  |  |
|                |                               |                |        |        |  |  |  |
| Inscrits       | Inscrits                      | Inscrits       | 66 158 | 100,00 |  |  |  |
| Abstentions    | Abstentions                   | Abstentions    | 22 644 | 34,23  |  |  |  |
| Votants        | Votants                       | Votants        | 43 514 | 65,77  |  |  |  |
| Blancs et nuls | Blancs et nuls                | Blancs et nuls | 932    | 2,14   |  |  |  |
| Exprimés       | Exprimés                      | Exprimés       | 42 582 | 97,86  |  |  |  |

#### Deuxième circonscription (Poitiers-Sud)
| Candidat       | Candidat              | Parti                      | Premier tour | Premier tour | Second tour | Second tour |  |
| Candidat       | Candidat              | Parti                      | Voix         | %            | Voix        | %           |  |
| -------------- | --------------------- | -------------------------- | ------------ | ------------ | ----------- | ----------- |  |
|                | Jean-Yves Chamard élu | RPR (URC)                  | 18 246       | 45,43        | 22 291      | 51,27       |  |
|                | Alain Claeys          | PS                         | 15 465       | 38,51        | 21 190      | 48,73       |  |
|                | Jean-Jacques Pensec   | PCF                        | 2 657        | 6,62         |             |             |  |
|                | Claude Rouquet        | FN                         | 2 131        | 5,31         |             |             |  |
|                | Patrice Millet        | Extrême gauche             | 833          | 2,07         |             |             |  |
|                | Dominique Brouard     | Divers gauche (Maj. prés.) | 829          | 2,06         |             |             |  |
|                |                       |                            |              |              |             |             |  |
| Inscrits       | Inscrits              | Inscrits                   | 61 686       | 100,00       | 62 378      | 100,00      |  |
| Abstentions    | Abstentions           | Abstentions                | 20 683       | 33,53        | 18 079      | 28,98       |  |
| Votants        | Votants               | Votants                    | 41 003       | 66,47        | 44 299      | 71,02       |  |
| Blancs et nuls | Blancs et nuls        | Blancs et nuls             | 842          | 2,05         | 818         | 1,85        |  |
| Exprimés       | Exprimés              | Exprimés                   | 40 161       | 97,95        | 43 481      | 98,15       |  |

#### Troisième circonscription (Montmorillon)
| Candidat       | Candidat                     | Parti          | Premier tour | Premier tour | Second tour | Second tour |  |
| Candidat       | Candidat                     | Parti          | Voix         | %            | Voix        | %           |  |
| -------------- | ---------------------------- | -------------- | ------------ | ------------ | ----------- | ----------- |  |
|                | Arnaud Lepercq sortant réélu | RPR (URC)      | 21 438       | 44,41        | 26 574      | 50,58       |  |
|                | Raoul Cartraud               | PS             | 18 555       | 38,44        | 25 965      | 49,42       |  |
|                | Jean-Pierre David            | PCF            | 5 395        | 11,18        |             |             |  |
|                | Claude Forestier             | FN             | 2 018        | 4,18         |             |             |  |
|                | Gérard Perrot                | Divers droite  | 865          | 1,79         |             |             |  |
|                |                              |                |              |              |             |             |  |
| Inscrits       | Inscrits                     | Inscrits       | 69 863       | 100,00       | 69 954      | 100,00      |  |
| Abstentions    | Abstentions                  | Abstentions    | 20 398       | 29,2         | 16 250      | 23,23       |  |
| Votants        | Votants                      | Votants        | 49 465       | 70,8         | 53 704      | 76,77       |  |
| Blancs et nuls | Blancs et nuls               | Blancs et nuls | 1 194        | 2,41         | 1 165       | 2,17        |  |
| Exprimés       | Exprimés                     | Exprimés       | 48 271       | 97,59        | 52 539      | 97,83       |  |

#### Quatrième circonscription (Châtellerault)
| Candidat       | Candidat                      | Parti           | Premier tour | Premier tour | Second tour | Second tour |  |
| Candidat       | Candidat                      | Parti           | Voix         | %            | Voix        | %           |  |
| -------------- | ----------------------------- | --------------- | ------------ | ------------ | ----------- | ----------- |  |
|                | Édith Cresson sortante réélue | PS              | 21 172       | 45,05        | 27 043      | 52,41       |  |
|                | Jean-Pierre Abelin sortant    | UDF (CDS) (URC) | 18 885       | 40,18        | 24 558      | 47,59       |  |
|                | Paul Fromonteil               | PCF             | 3 643        | 7,45         |             |             |  |
|                | Noël Pichon                   | FN              | 3 300        | 7,02         |             |             |  |
|                |                               |                 |              |              |             |             |  |
| Inscrits       | Inscrits                      | Inscrits        | 73 220       | 100,00       | 73 210      | 100,00      |  |
| Abstentions    | Abstentions                   | Abstentions     | 25 184       | 34,39        | 20 277      | 27,7        |  |
| Votants        | Votants                       | Votants         | 48 036       | 65,61        | 52 933      | 72,3        |  |
| Blancs et nuls | Blancs et nuls                | Blancs et nuls  | 1 036        | 2,16         | 1 332       | 2,52        |  |
| Exprimés       | Exprimés                      | Exprimés        | 47 000       | 97,84        | 51 601      | 97,48       |  |